# Körner-Museum

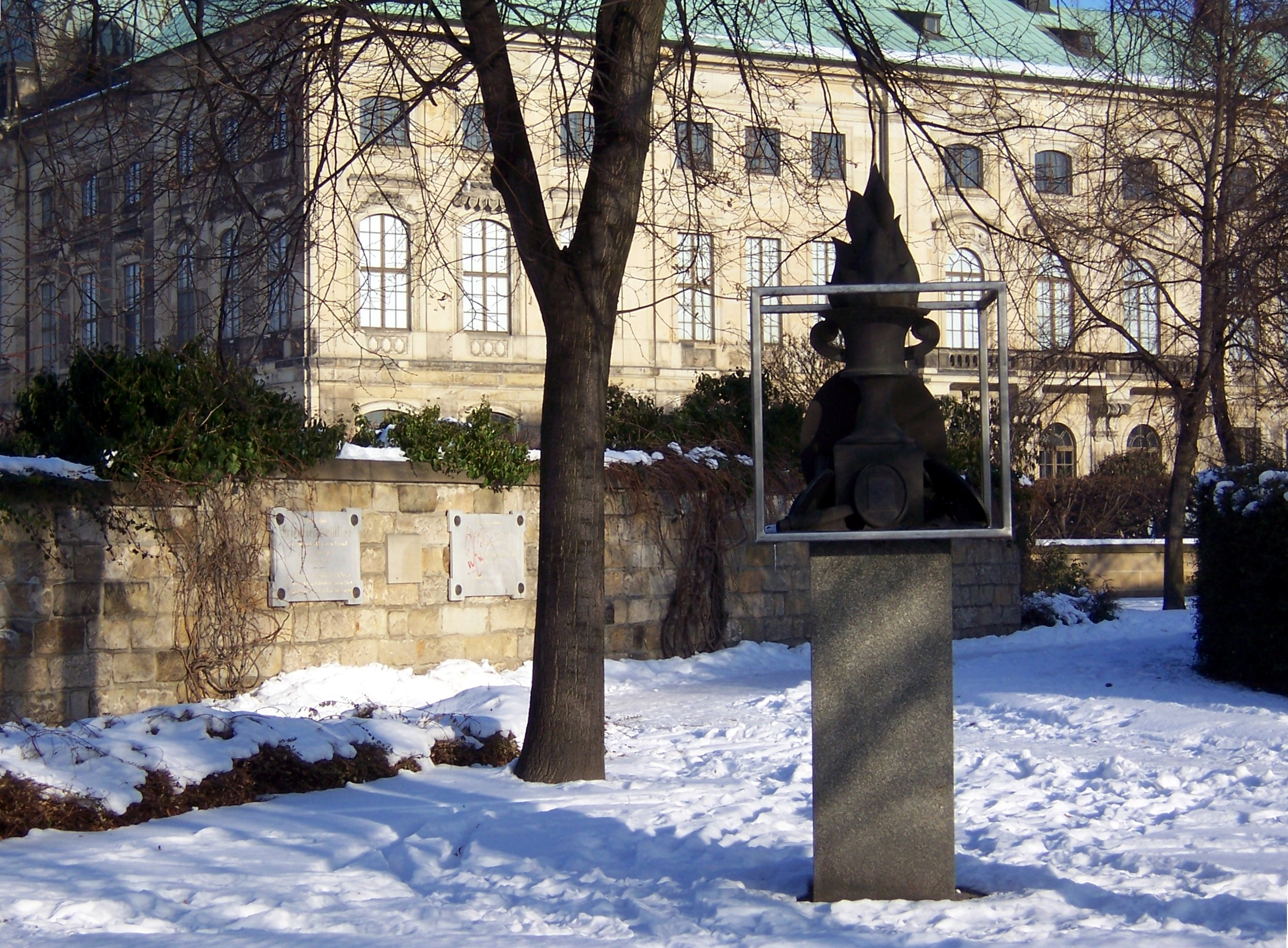
Wolf-Eike Kuntsches Plastik „Familie Körner und ihr Kreis in Dresden“

Das Körner-Museum war ein Dresdner Museum, das sich im Dresdner Stadtteil Innere Neustadt bis zum Jahr 1945 befand und vorrangig dem Dichter und Schriftsteller Theodor Körner gewidmet war.

## Geschichte

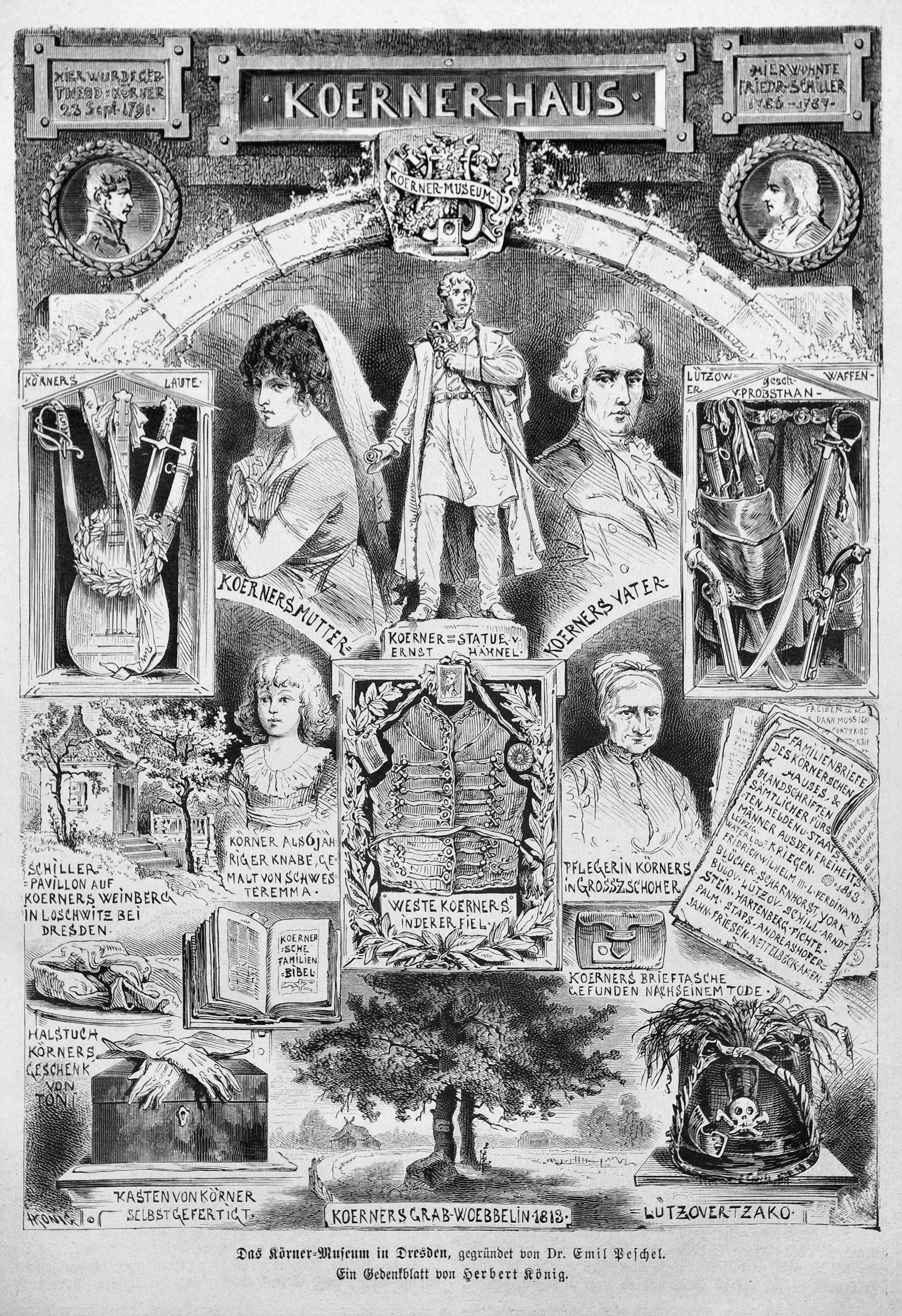
Gedenkblatt zur Eröffnung des Museums aus der Gartenlaube (1875)

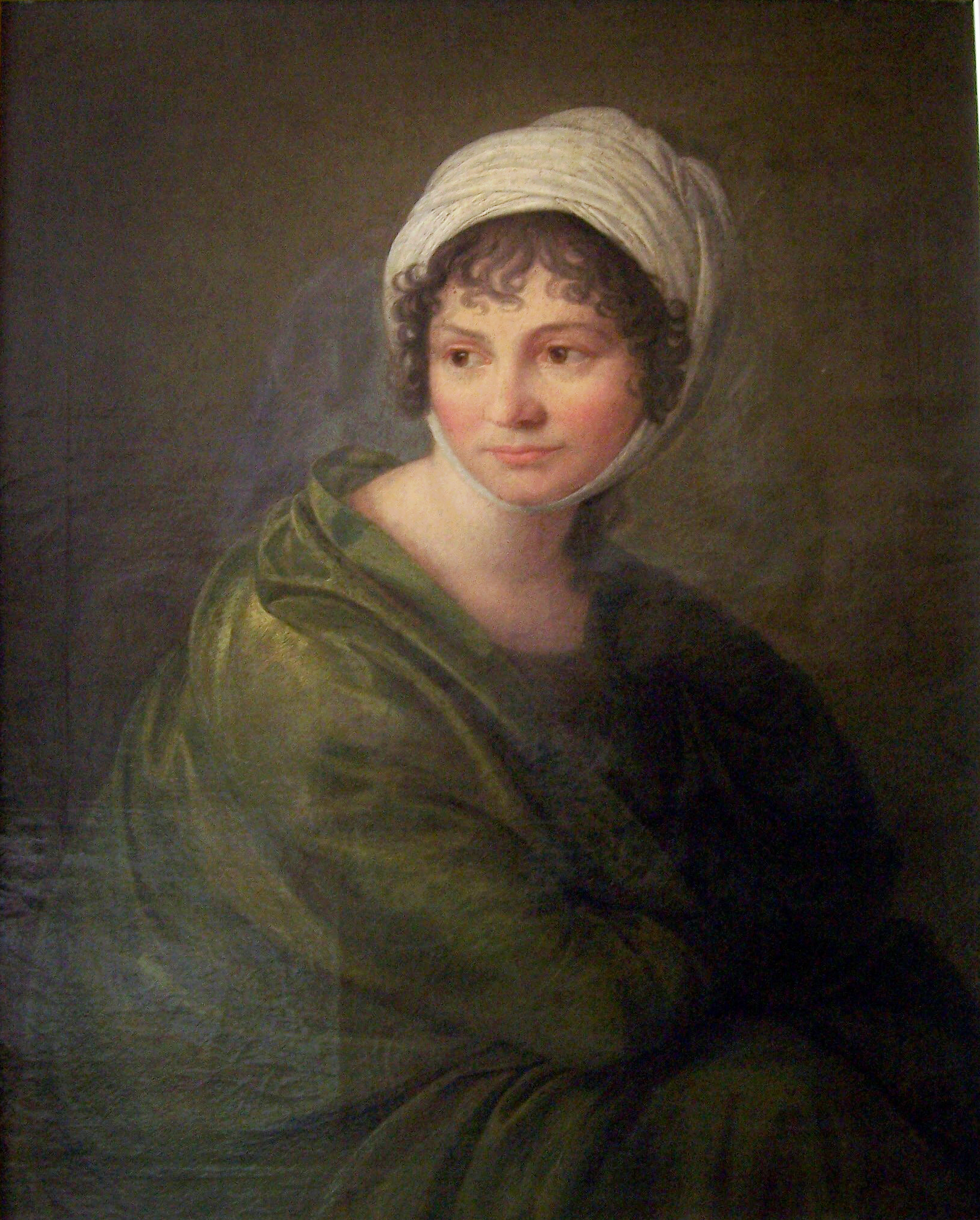
Dora Stocks Selbstbildnis war ursprünglich im Körnermuseum ausgestellt.

Das Museum wurde am 28. März 1875 von Emil Peschel eröffnet. Es war in der Körnerstraße 7 (Am Kohlmarkt) im ehemaligen Wohnhaus der Dresdner Familie Körner untergebracht. Die Straße „Kohlmarkt“ wurde im Gedenken an Theodor Körner an dessen 50. Todestag am 26. August 1863 in „Körnerstraße“ umbenannt. In unmittelbarer Nähe des Standorts des Museums befinden sich das Japanische Palais und das heutige Hotel Bellevue. Das Haus war das Wohnhaus von Christian Gottfried Körner und das Geburtshaus seines Sohnes Theodor Körner.
Die Privatsammlung umfasste Erinnerungen an die Familie Körner und ihren Freundeskreis, zu dem auch Friedrich Schiller gehörte. Zur Sammlung gehörten unter anderem Werke von Theodor Körners Schwester Emma Körner und Dora Stock. Ausgestellt wurden Zeichnungen, Büsten, Gemälde, Drucksachen, Manuskripte und Autographen. Im Jahr 1885 übernahmen die Städtischen Sammlungen von Peschel das Museum und ließen es 1929 umgestalten. Zu den Städtischen Sammlungen gehörte auch das Schilling-Museum.
Vom 13. bis 15. Februar 1945 wurden das Körnermuseum und ein Großteil der Ausstellungsstücke bei der Bombardierung Dresdens zerstört. Manche Exponate sind in die Museen Kügelgenhaus – Museum der Dresdner Romantik und Schillerhäuschen überführt worden.
Heute erinnert die Bronzeplastik „Familie Körner und ihr Kreis in Dresden“ von Wolf-Eike Kuntsche am ungefähren Standort des Körnermuseums an Familie Körner. Das 1985 bis 1987 geschaffene Stillleben steht auf einem Granitsockel und ist von einem würfelförmigen Stahlrahmen mit Kantenlängen von 80 Zentimetern eingefasst. Das gesamte Kunstwerk ist 2,5 Meter hoch.
Zwei Tafeln an der Mauer unmittelbar neben der Plastik erinnern zudem an Friedrich Schillers Aufenthalt in Körners Haus von 1786 bis 1787 sowie an Theodor Körners Geburt 1791.